# Barbara Donald
Barbara Donald (* 9. Februar 1942 in Minneapolis, Minnesota; † 23. März 2013 in Olympia (Oregon)) war eine US-amerikanische Jazztrompeterin.

## Leben und Wirken
Barbara Donald begann mit neun Jahren Kornett zu spielen; sie kam durch Aufnahmen von Louis Armstrong und Benny Goodman zum Jazz. Schließlich wechselte sie zur Trompete und orientierte sich an Musikern wie Harry James, Cat Anderson und Maynard Ferguson. Im Jahr 1955 zog ihre Familie nach Kalifornien; sie spielte dort in der Big Band ihrer Highschool und begann schon früh mit eigenen Formationen zu arbeiten. Da ihr als Frau die Aufnahme in Jazz-Bigbands verwehrt wurde, spielte sie in Rhythm-and-Blues-, Rock-and-Roll- und Tanzbands. Nach einem Kurzaufenthalt in New York arbeitete sie schließlich in Los Angeles mit einigen bedeutenden Jazzmusikern zusammen. Sie studierte bei Benny Harris; mit 19 Jahren trat sie zusammen mit Dexter Gordon, Stanley Cowell und Bert Wilson auf.
Anfang der 1960er-Jahre heiratete sie den norwegischen Pianisten Ole Calmeyer; die beiden trennten sich jedoch bald wieder. 1964 lernte sie Sonny Simmons kennen, der auch ihr Mentor wurde, und zog mit ihm nach San Diego. Barbara Donald und Sonny Simmons heirateten und arbeiteten von 1964 bis 1972 miteinander; 1965 zogen sie nach Hollywood. In dieser Zeit spielte sie auch mit Horace Tapscott und mit John Coltrane. Es erschienen nur wenige Alben, die das Spiel von Donald (in der Band von Simmons) dokumentierten; die beiden traten auf dem Underground-Festival, dem Berkeley Jazz Symposium auf. „Auf Platten wie Staying on the Watch, Music of the Spheres und Manhattan Egos stellt sich ihre Arbeit mit Simmons in langen, genauen Unisono-Linien dar, und der Sound ihrer Soli ist kraftvoll und fließend. Sie kann Linien in blitzschnellem Tempo hervorbringen, die auch die Intensität des Blitzes haben oder sich mit klassischer Anmut über eine Ballade verbreiten.“
Barbara Donald zog die Kinder der beiden, Zarak (* 1965) und Raïsha (* 1972), auf; die Familie lebte in San José in der Bay Area nach einer teilweise chaotischen, halbnomadischen Phase. Daneben spielte sie gelegentlich mit Bert Wilson, James Zitro und anderen dortigen Musikern bis 1975. Um 1978/79 zog sie zurück nach Los Angeles und versuchte sich als Sessionmusikerin, jedoch ohne größeren Erfolg. Zurück in San Jose, trat sie mit Simmons im De Anza Hotel bei einer Session auf. Barbara Donald zog schließlich mit ihrer Familie nach Olympia (Washington), um eine friedlichere Atmosphäre zu haben, in der sie schreiben konnte. Anfang 1980 trennte sie sich endgültig von Simmons.
Anfang der 1980er-Jahre bildete sie wieder eine eigene Formation, die Band Unity mit dem Saxophonisten Carter Jefferson (der bei Woody Shaw gearbeitet hatte), Bassist Gary Peacock und Schlagzeuger Irvin Lovilette (1940–1983), der auch ihr neuer Lebensgefährte wurde. Bei den Aufnahmen gehörten auch Gary Hammon, Pianistin Peggy Stern sowie Bassist Michael Bisio zur Band. Auf dem Avantgarde-Label Cadence Jazz Records erschienen zwei Alben; das Bestehen der Band Unity endete mit dem plötzlichen Tod von Irvin Lovilette.
Donald zog daraufhin nach New York und arbeitete dort 1984 mit Gunter Hampels Galaxy Dream Band. In veränderter Besetzung präsentierte sie dann Unity auf dem Kool Jazz Festival im Juni 1984, mit Carter Jefferson, Gary Hammon, Ron Burton, dem Bassisten Charnett Moffett und ihrem Sohn Zarak als Schlagzeuger. Danach zog sie in die Umgebung von Seattle. Bei einigen Gelegenheiten arbeitete sie ab 1982 erneut mit Sonny Simmons zusammen; aus gesundheitlichen Gründen zog sie sich aber nach 1992 weitgehend aus der Musikszene zurück.
Nach eigenen Angaben war Barbara Donald von dem früh verstorbenen Trompeter Booker Little beeinflusst, ebenso von den Saxophonisten John Coltrane und Eric Dolphy. Sie nahm weiterhin mit Smiley Winters, mit Ed Kelly und mit Bert Wilson auf. Scott Yanow hebt im All Music Guide hervor, dass sie eine der wichtigsten Trompeterinnen aller Zeiten sei. Er betont vor allem ihr kraftvolles und ausdrucksstarkes Spiel, das leider auf Schallplatten kaum dokumentiert sei, und erwähnt ihre eindrucksvollen Arbeiten für Cadence Jazz Anfang der 1980er-Jahre.

## Diskographische Hinweise
- Sonny Simmons: Staying on the Watch (ESP-Disk 1030, 1966)
- Sonny Simmons: Music from the Spheres (ESP-Disk 1052, 1968)
- Huey Simmons: Burning Spirits (Contemporary Records 7625-26, 1971)
- Barbara Donald: Olympia Live (Cadence Jazz Records CJR 1011, 1982)
- Barbara Donald & Unity: The Past and Tomorrows (Cadence Jazz Records CJR 1017, 1982, mit Carter Jefferson, Gary Hammon, Peggy Stern, Mike Bisio, Irvin Lovilette)